# Abdij Sankt Ulrich und Afra
Sankt Ulrich und Afra was een binnen de muren van de rijksstad Augsburg gelegen abdij binnen het Heilige Roomse Rijk
Omstreeks 304 werd de martelares Afra gedood en haar graf werd een bedevaartsplaats. Omstreeks 800 was er bij het graf een klooster. Vermoedelijk was de bisschop van Augsburg tevens abt van het kanunnikensticht Sankt Afra.
In 1012 werd het sticht omgezet in een benedictijnerabdij, die ook vernoemd werd naar Ulrich, een heilig verklaarde bisschop van Augsburg.
In 1156 kwam de abdij onder bescherming van de paus. In 1326 stelde keizer Lodewijk de Beier de abdij onder keizerlijke bescherming. Keizer Rudolf II maakte de abdij in 1577 rijksvrij. Hierdoor ontstond er een tweede extraterritoriaal gebied binnen de stadsmuren. De rijksstad Augsburg verzette zich dan ook tegen deze ontwikkeling. In 1643 erkende de rijksstad de zelfstandigheid van de abdij.
De positie van de abt binnen het Rijk was opmerkelijk. Hij had geen zetel in de Zwabische Kreits en in de Rijksdag had hij een zetel op de bank van de prelaten van het Rijnland en niet op die van de prelaten van Zwaben.
De Reichsdeputationshauptschluss van 25 februari 1803 maakte een eind aan de abdij. In paragraaf 2 kreeg het keurvorstendom Beieren de abdij toegewezen.
Lang heeft het voormalige abdijgebied niet onder het gezag van de rijksstad gestaan, want artikel 13 van de Vrede van Presburg van 26 december 1805 voegde de stad bij het koninkrijk Beieren.